# Biosphärenreservat Bayerischer Wald
Im Bereich des Bayerischen Waldes sollten Naturpark Bayerischer Wald und Nationalpark Bayerischer Wald gemeinsam die Konzeption eines Biosphärenreservats erfüllen. Formell anerkannt als Biosphärenreservat wurde von der UNESCO  nur ein Teil des Nationalparks, ein Gebiet um Rachel und Lusen. Zusammen mit dem Nationalpark und Biosphärenreservat Šumava (Böhmerwald) in Tschechien bildeten sie das „Grüne Dach Europas“.
Das Schutzgebiet besitzt seit 2007 nicht mehr den Status eines Biosphärenreservats, da auch aufgrund erheblicher Widerstände der Bevölkerung keine Ausweisung einer Entwicklungszone für den Bayerischen Wald möglich war.